# San Carlos (kommun i Chile)
San Carlos är en kommun i Chile.   Den ligger i provinsen Punilla och regionen Ñuble, i den södra delen av landet, 300 km söder om huvudstaden Santiago de Chile.
Trakten runt San Carlos består till största delen av jordbruksmark. Runt San Carlos är det ganska tätbefolkat, med 124 invånare per kvadratkilometer.